# Cerelles
 Cerelles  es una población y comuna francesa, situada en la región de  Centro, departamento de Indre y Loira, en el distrito de Tours y cantón de Neuillé-Pont-Pierre.

## Demografía
| 392 | 401 | 437 | 575 | 793 | 982 |
| Para los censos de 1962 a 1999 la población legal corresponde a la población sin duplicidades (Fuente: INSEE [Consultar]) |     |     |     |     |     |